# 普劳湖
53°27′57″N 12°18′27″E / 53.46583°N 12.30750°E

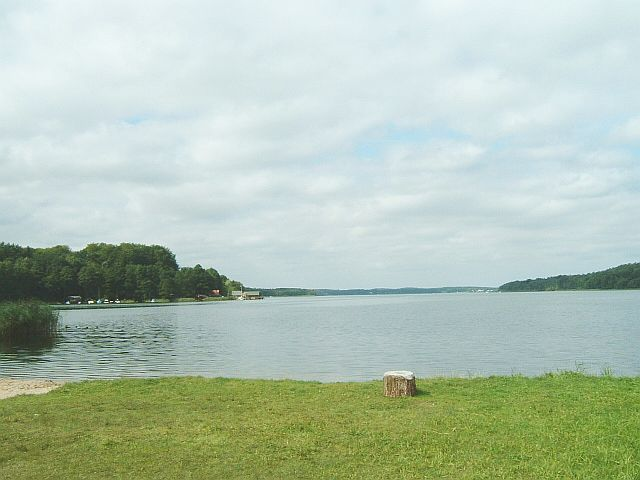

普劳湖（德语：Plauer See）是德國的湖泊，得名于滨湖普劳，由梅克伦堡-前波美拉尼亚州負責管轄，長14.2公里、寬4.8公里，面積38.4平方公里，集水區面積1,109平方公里，海拔高度62米，平均水深6.8米，最大水深25.5米，蓄水量3億立方米。